# Куикли, Иммануэл
Иммануэ́л Дже́йлен Куи́кли (англ. Immanuel Jaylen Quickley; род. 17 июня 1999 года в Гавр-де-Грейсе, штат Мэриленд, США) — американский профессиональный баскетболист, выступающий в Национальной баскетбольной ассоциации за команду «Торонто Рэпторс». Играет на позиции разыгрывающего защитника. На студенческом уровне выступал за команду Кентуккийского университета «Кентукки Уайлдкэтс». На драфте НБА 2020 года он был выбран под двадцать пятым номером командой «Оклахома-Сити Тандер» и через несколько дней был обменян в «Нью-Йорк Никс».

## Профессиональная карьера

### Нью-Йорк Никс (2020—2023)
Куикли был выбран под 25-м номером на драфте НБА 2020 года командой «Оклахома-Сити Тандер». 20 ноября 2020 года был обменян в «Нью-Йорк Никс» по итогам трёхсторонней сделки. 28 ноября Куикли подписал контракт новичка с Нью-Йорком, рассчитанный на 4 года. 23 декабря 2020 года дебютировал в НБА, выйдя со скамейки запасных, и набрал 5 очков, 1 подбор, 1 передачу и 1 перехват за 12 минут в поражении от «Индиана Пэйсерс» со счётом 107—121. 15 января 2021 года Куикли набрал 23 очка, 5 подборов, 4 передачи, 1 перехват и 1 блок за 27 минут в поражении от «Кливленд Кавальерс» со счётом 103—106. 24 января он набрал лучшее в карьере 31 очко, а также 3 подбора и 4 передачи за 24 минуты в поражении от «Портленд Трейл Блейзерс» со счётом 113—116.
5 марта 2023 года в победном матче с двумя овертаймами против «Бостон Селтикс» набрал рекордные для себя 38 очков.

### Торонто Рэпторс (2023—н.в.)
30 декабря 2023 года «Никс» обменяли Квикли вместе с Ар Джей Барреттом и выборы во втором раунде драфта 2024 года в «Торонто Рэпторс» в обмен на Оу Джи Ануноби, Прешеса Ачиува и Малакая Флинна.

## Карьера в сборной
В 2016 году завоевал золотую медаль, выступая в составе сборной США U17, на чемпионате мира U17, проходившем в Сарагосе, Испания.
В 2017 году завоевал бронзовую медаль, выступая в составе сборной США U19, на чемпионате мира U19, проходившем в Каире, Египет.

## Статистика

### Статистика в НБА
| Сезон                                                                                    | Команда  | Регулярный сезон | Регулярный сезон | Регулярный сезон | Регулярный сезон | Регулярный сезон | Регулярный сезон | Регулярный сезон | Регулярный сезон | Регулярный сезон | Регулярный сезон | Регулярный сезон | Серия плей-офф | Серия плей-офф | Серия плей-офф | Серия плей-офф | Серия плей-офф | Серия плей-офф | Серия плей-офф | Серия плей-офф | Серия плей-офф | Серия плей-офф | Серия плей-офф |
| Сезон                                                                                    | Команда  | GP               | GS               | MPG              | FG%              | 3P%              | FT%              | RPG              | APG              | SPG              | BPG              | PPG              | GP             | GS             | MPG            | FG%            | 3P%            | FT%            | RPG            | APG            | SPG            | BPG            | PPG            |
| ---------------------------------------------------------------------------------------- | -------- | ---------------- | ---------------- | ---------------- | ---------------- | ---------------- | ---------------- | ---------------- | ---------------- | ---------------- | ---------------- | ---------------- | -------------- | -------------- | -------------- | -------------- | -------------- | -------------- | -------------- | -------------- | -------------- | -------------- | -------------- |
| 2020/21                                                                                  | Нью-Йорк | 64               | 3                | 19,4             | 39,5             | 38,9             | 89,1             | 2,1              | 2,0              | 0,5              | 0,2              | 11,4             | 5              | 0              | 15,4           | 30,3           | 36,4           | 71,4           | 1,4            | 1,0            | 0,6            | 0,0            | 5,8            |
| 2021/22                                                                                  | Нью-Йорк | 78               | 3                | 23,1             | 39,2             | 34,6             | 88,1             | 3,2              | 3,5              | 0,7              | 0,0              | 11,3             | Не участвовал  | Не участвовал  | Не участвовал  | Не участвовал  | Не участвовал  | Не участвовал  | Не участвовал  | Не участвовал  | Не участвовал  | Не участвовал  | Не участвовал  |
| 2022/23                                                                                  | Нью-Йорк | 81               | 21               | 28,9             | 44,8             | 37,0             | 81,9             | 4,2              | 3,4              | 1,0              | 0,2              | 14,9             | 8              | 0              | 21,9           | 34,8           | 24,3           | 85,0           | 1,6            | 1,0            | 0,5            | 0,0            | 9,0            |
| 2023/24                                                                                  | Нью-Йорк | 30               | 0                | 24,0             | 45,4             | 39,5             | 87,2             | 2,6              | 2,5              | 0,5              | 0,1              | 15,0             | Не участвовал  | Не участвовал  | Не участвовал  | Не участвовал  | Не участвовал  | Не участвовал  | Не участвовал  | Не участвовал  | Не участвовал  | Не участвовал  | Не участвовал  |
| 2023/24                                                                                  | Торонто  | 38               | 38               | 33,3             | 42,2             | 39,5             | 84,1             | 4,8              | 6,8              | 0,9              | 0,2              | 18,6             | Не участвовал  | Не участвовал  | Не участвовал  | Не участвовал  | Не участвовал  | Не участвовал  | Не участвовал  | Не участвовал  | Не участвовал  | Не участвовал  | Не участвовал  |
| 2024/25                                                                                  | Торонто  | 33               | 33               | 27,8             | 42,0             | 37,8             | 86,7             | 3,5              | 5,8              | 0,7              | 0,1              | 17,1             | Не участвовал  | Не участвовал  | Не участвовал  | Не участвовал  | Не участвовал  | Не участвовал  | Не участвовал  | Не участвовал  | Не участвовал  | Не участвовал  | Не участвовал  |
|                                                                                          | Всего    | 324              | 98               | 25,6             | 42,1             | 37,5             | 85,8             | 3,4              | 3,7              | 0,7              | 0,1              | 14,0             | 13             | 0              | 19,4           | 33,3           | 27,1           | 81,5           | 1,5            | 1,0            | 0,5            | 0,0            | 7,8            |
| Наведите курсор мыши на аббревиатуры в заголовке таблицы, чтобы прочесть их расшифровку. |          |                  |                  |                  |                  |                  |                  |                  |                  |                  |                  |                  |                |                |                |                |                |                |                |                |                |                |                |

### Статистика в NCAA
| Сезон | Команда  | Conf  | Class | GP | GS | MPG  | FG%  | 3P%  | FT%  | RPG | APG | SPG | BPG | PPG  |
| --- | -------- | ----- | ----- | -- | -- | ---- | ---- | ---- | ---- | --- | --- | --- | --- | ---- |
| 2018/19 | Кентукки | SEC   | FR    | 37 | 7  | 18,5 | 37,2 | 34,5 | 82,8 | 1,8 | 1,2 | 0,4 | 0,0 | 5,2  |
| 2019/20 | Кентукки | SEC   | SO    | 30 | 20 | 33,0 | 41,7 | 42,8 | 92,3 | 4,2 | 1,9 | 0,9 | 0,1 | 16,1 |
| Всего | Всего    | Всего | Всего | 67 | 27 | 25,0 | 40,3 | 39,7 | 89,5 | 2,9 | 1,5 | 0,6 | 0,1 | 10,1 |
| Наведите курсор мыши на аббревиатуры в заголовке таблицы, чтобы прочесть их расшифровку Статистика приведена с сайта sports-reference.com |          |       |       |    |    |      |      |      |      |     |     |     |     |      |